# Philonotis perigonialis
Philonotis perigonialis är en bladmossart som beskrevs av Bescherelle 1880. Philonotis perigonialis ingår i släktet källmossor, och familjen Bartramiaceae. Inga underarter finns listade i Catalogue of Life.